# Länsväg E 710
Länsväg 710 i Östergötlands län är en cirka två kilometer lång vägsträcka vid Vidingsjö i södra Linköping. Den är en del av vägen Haningeleden, men utgör inte hela denna. 710 går mellan korsningarna Haningeleden/Rosenkällavägen (707) och Haningeleden/Vistvägen (715). Stadsbusslinje 201 nyttjar den södra delen av den.